# Ноћни страх
Ноћни страх је интензиван страх код деце у сну (ноћне море). Ноћни страх често настаје као израз хронично поремећених емоционалних односа детета са родитељима, затим, као манифестација сепарационе анксиозности или као реакција на неки трауматски догађај.